# Blanche (Alpes-de-Haute-Provence)
Pour les articles homonymes, voir Blanche (rivière) et Blanche.
La Blanche est une rivière torrentielle du sud-est des Alpes-de-Haute-Provence et des Hautes-Alpes, dans la région Provence-Alpes-Côte d'Azur. C'est un sous-affluent du Rhône par la Durance.

## Géographie
Elle prend sa source sur les pâturages de la Grande Montagne, au pied de Rocheclose sur la commune de Seyne, dans les Alpes-de-Haute-Provence et rejoint la Durance dans le bassin de compensation du barrage de Serre-Ponçon sur le territoire de la commune de La Bréole près d'Espinasses.
La longueur de son cours est de 30,42 km,et son bassin versant recouvre 169,81 km2 au confluent avec la Durance.

### Communes et cantons traversés
La Blanche donne son nom à la Vallée de la Blanche et traverse deux départements, six communes et trois cantons.
- Alpes-de-Haute-Provence
  - La Bréole, Saint-Martin-lès-Seyne, Selonnet, Seyne,
    - sur les canton de Seyne et canton du Lauzet-Ubaye.
- Hautes-Alpes
  - Bréziers, Rochebrune
    - sur le canton de Chorges.

### Bassin versant
La Blanche traverse une seule zone hydrographique « La Durance du torrent des Vachères au torrent de Trente Pas inclus » (X050) de 3 762 km2 de superficie. Ce bassin versant est constitué à 90,38 % de « forêts et milieux semi-naturels », à 7,77 % de « territoires agricoles », à 1,05 % de « territoires artificialisés », à 0,77 % de « surfaces en eau », à 0,02 % de « zones humides »

### Organisme gestionnaire
L'organisme gestionnaire est le SMAVD ou Syndicat mixte d'aménagement de la vallée de la Durance.

## Affluents
La Blanche a huit affluents contributeurs :
- le ravin de la Blanche du Fau (rd[note 2]),
- le Riou Tort, avec un affluent :
  - le ravin de la Charcherie,
- le ravin de Chabanon, avec un affluent :
  - la Rase,
- le torrent de Valette, avec deux affluents :
  - le ravin des Graves
  - le ravin des Clapes avec un affluent :
    - le riou Blanc,
- le ruisseau des Sagnières,
- le riou Bourdous,
- le vallon des Garcinets,
- le ravin de Malhubac,

### Rang de Strahler
Le rang de Strahler est donc de quatre.

## Hydrologie
La Blanche est une rivière qui transporte beaucoup de matériaux, environ 20 000 m3 par an. Son cône de déjection occupe une superficie de 10 ha et a un volume de 1 000 000 m3
Son débit de crue décennale (Q10) est de 115 m3/s ; lors d'une crue centennale, elle peut atteindre les 230 m3/s.

## Galerie

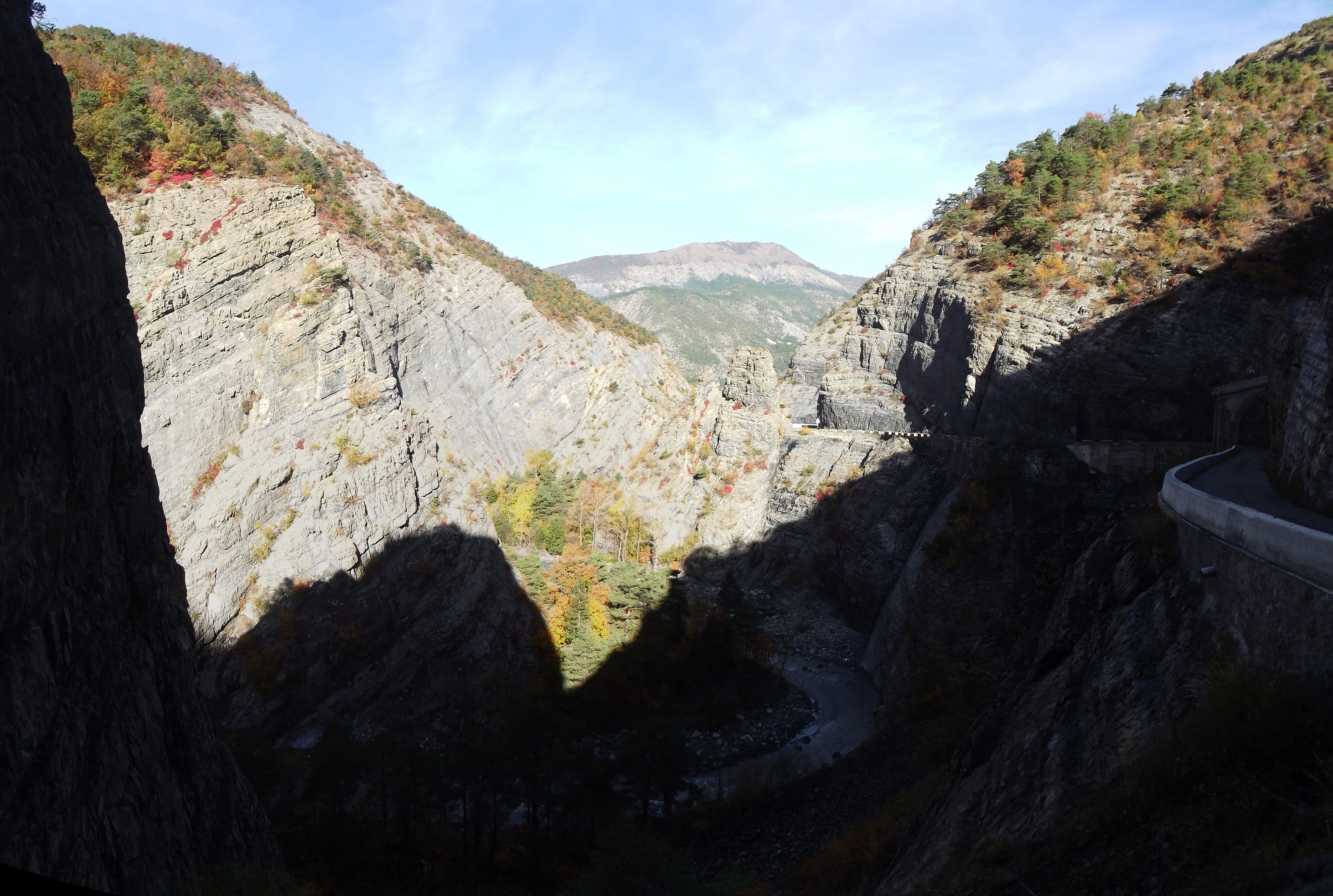
Gorges de la Blanche
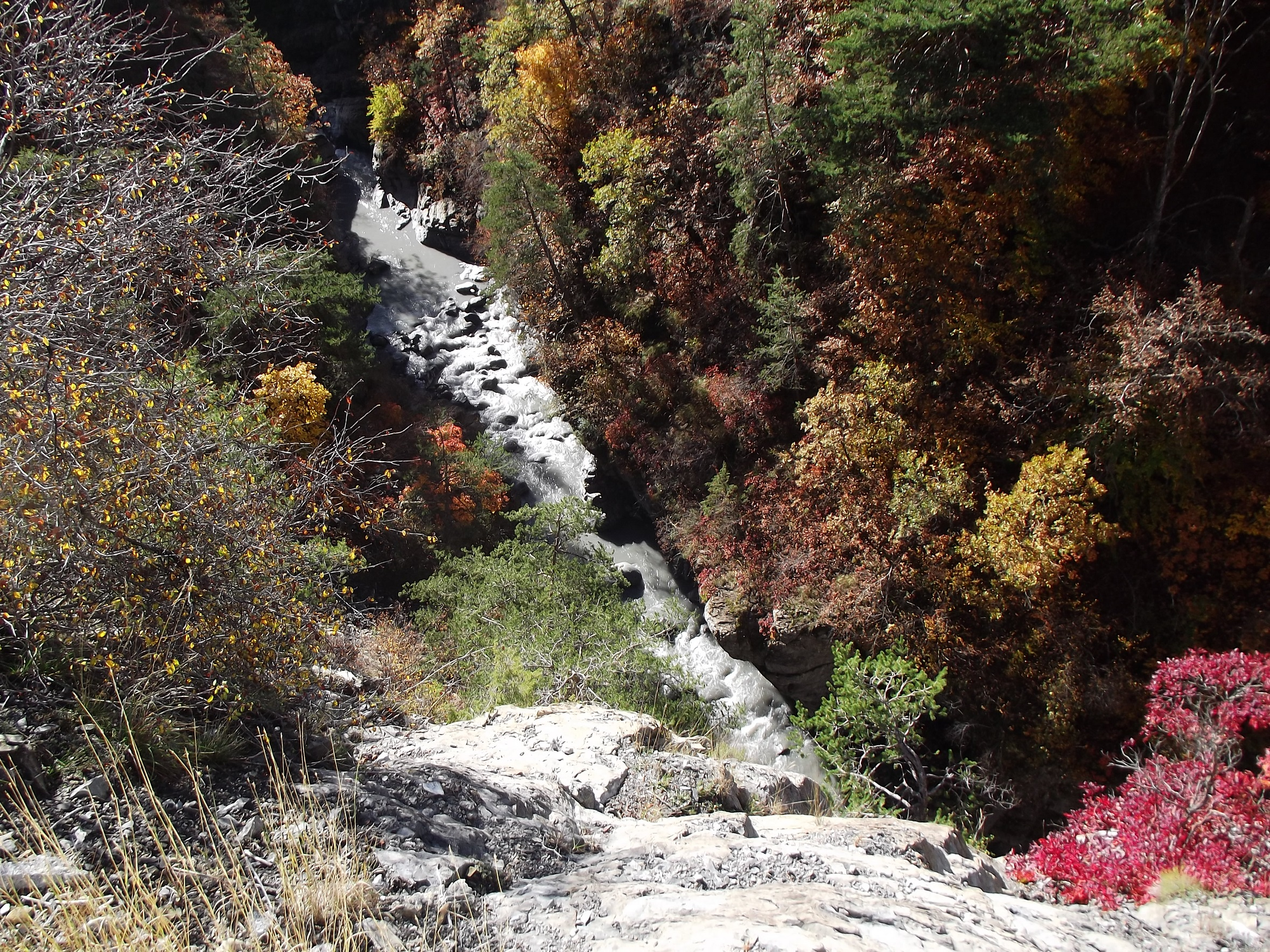
La Blanche entrant dans les gorges
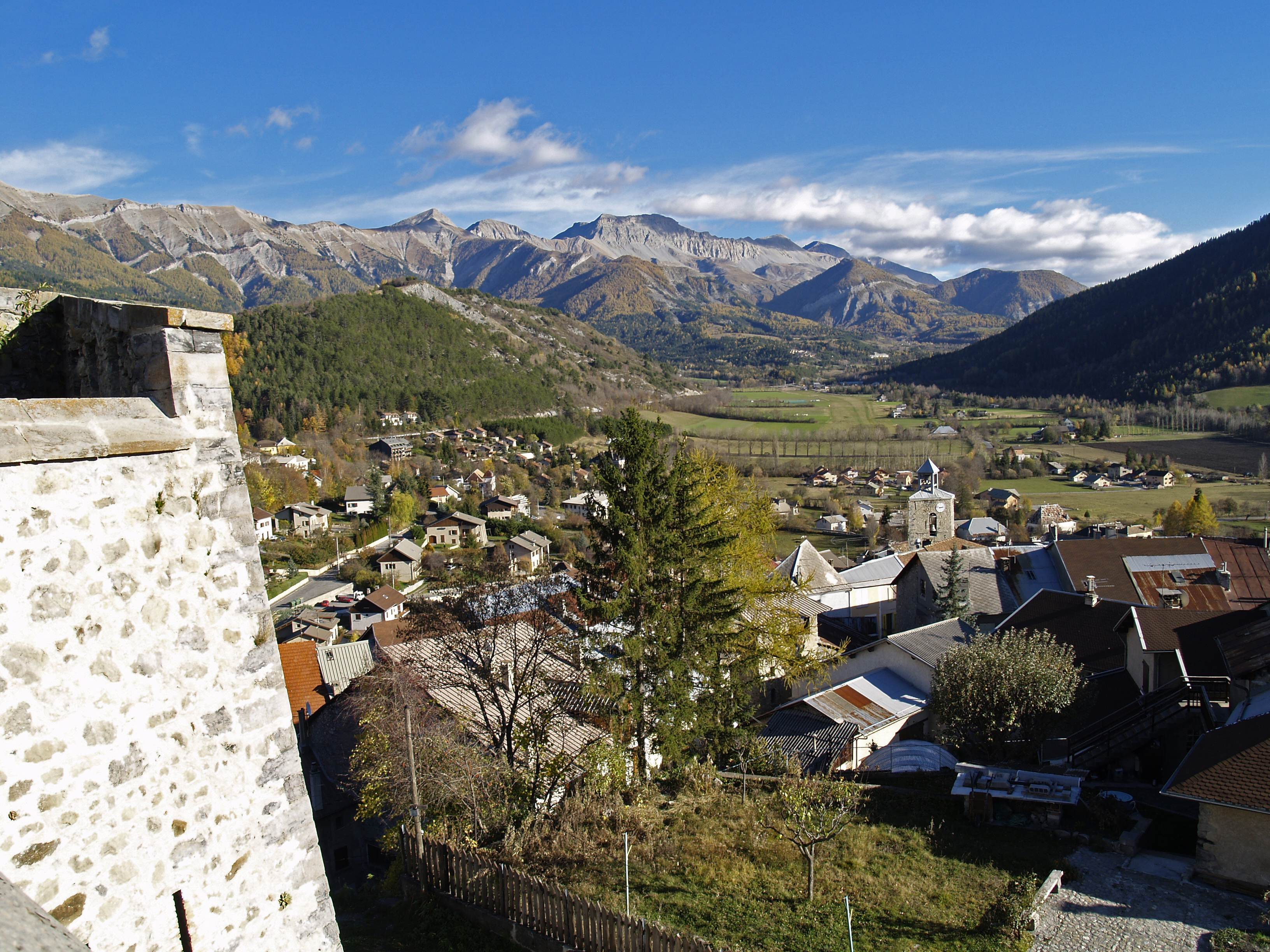
Vue sur la vallée de la Blanche près de Seyne